# ディーター・トーマ
ディーター・トーマ（Dieter Thoma, 1969年10月19日 - ）は、ドイツの元スキージャンプ選手。1990年代のドイツでイェンス・バイスフロクに次ぐ成績を残し、1994年リレハンメルオリンピックでは団体金メダル、個人ノーマルヒルで銅メダルを獲得した。

## 人物
ドイツ、バーデン＝ヴュルテンベルク州南西部のヒンターツァルテン(Hinterzarten)生まれ。5人兄弟の末っ子で6歳からジャンプを始める。父フランツは距離の五輪候補。ノルディック複合選手の伯父ゲオルク・トーマは、1960年スコーバレーオリンピックと1966年のノルディックスキー世界選手権（オスロ）で金メダルを獲得している。
1998年-1999年シーズンを最後に現役引退。2000年1月1日、新年を迎えた瞬間にガルミッシュ＝パルテンキルヒェンで「ミレニアムジャンプ」をして引退ジャンプとした。現役引退後はRTLやRADの解説者を務めている。

## 主な戦績
- FISワールドカップ通算12勝（2位14回、3位10回)
- 1986年 ノルディックスキージュニア世界選手権団体優勝（レークプラシッド）
- 1987年 ノルディックスキージュニア世界選手権団体2位、ノーマルヒル3位
- 1988年 ワールドカップ初勝利（12月3日、カナダ、サンダーベイ）
- 1990年 スキーフライング世界選手権金メダル
- 1994年 リレハンメルオリンピック団体金メダル、ノーマルヒル銅メダル
- 1997年 ノルディックスキー世界選手権ラージヒル銀メダル、団体銅メダ（トロンハイム）
- 1998年 長野オリンピック団体銀メダル、ラージヒル12位、ノーマルヒル13位